# Don Carlos Buell
Don Carlos Buell (Marietta (Ohio), 23 maart 1818 - Rockport (Kentucky), 19 november 1898) was een beroepsofficier in het United States Army, die vocht tegen de Seminole-indianen, tijdens de Mexicaans-Amerikaanse oorlog en tijdens de Amerikaanse Burgeroorlog.
Buell werd geboren bij Marietta, Ohio en woonde een tijd in Indiana. Hij studeerde af van West Point in 1841 en werd tweede luitenant in de infanterie. In de Mexicaanse oorlog diende hij onder zowel Zachary Taylor als Winfield Scott. Hij werd driemaal bevorderd voor betoonde moed en raakte gewond in de Slag bij Churubusco. Na deze oorlog had hij een aantal kantoorfuncties.
Aan het begin van de burgeroorlog was Buell een van de eerste organisatoren van het Army of the Potomac, waarin hij voor korte tijd een divisie leidde. In november 1861 volgde hij William T. Sherman op als hoofd van het Department of the Ohio (dat later Army of the Ohio en ten slotte Army of the Cumberland genoemd zou worden). Hij kreeg opdracht tot operaties in Oostelijk Tennessee, een gebied met Noordelijke sympathieën, dat van groot politiek belang werd geacht voor de voortgang van de oorlog. Maar Buell negeerde zijn orders en marcheerde met zijn leger naar Nashville in Centraal-Tennessee, dat hij met weinig moeite kon innemen op 25 februari 1862, omdat Ulysses S. Grant bij Fort Henry en Fort Donelson de aandacht van het Zuidelijke leger had. Op 21 maart werd hij bevorderd tot generaal-majoor van vrijwilligers.
Tijdens de Slag bij Shiloh voegde Buell zijn leger bij dat van Grant en hielp hem de Zuidelijken te verslaan op 7 april 1862. Buell was van mening dat zijn komst de hoofdreden was dat Grant geen smadelijke nederlaag had geleden, en Grant ontwikkelde een aversie tegen Buell die hem de rest van zijn carrière zou achtervolgen. Buell diende daarna onder Henry Halleck in de Slag bij Corinth. In juni en juli begon Buell een kalme opmars naar Chattanooga, maar zijn bevoorradingslijnen werden afgesneden door Nathan Bedford Forrest, waardoor zijn offensief krakend tot stilstand kwam.
Buell kreeg politieke problemen: sommige Noordelijken verdachten Buell van Zuidelijke sympathieën, omdat hij een van de weinige Unie-officieren was die slaven hield (hij had de slaven geërfd van de familie van zijn vrouw). De verdenkingen hielden aan toen Buell een strikte politiek aanhield van niet-schaden van Zuidelijke burgers tijdens zijn campagnes in Tennessee en Alabama. Er gebeurde een serieus incident op 2 mei 1862 toen Noordelijke soldaten de stad Athens, Alabama plunderden. Buell, die bekendstond om zijn ijzeren discipline, was woedend en dreigde zijn ondergeschikte ter plaatse met krijgsraad. President Abraham Lincoln greep in, na aandrang van politici uit Tennessee, en gaf generaal George H. Thomas opdracht om Buell te vervangen op 30 september 1862. Maar Thomas weigerde dit commando en Lincoln liet Buell op zijn plek zitten.
In het najaar van 1862 viel de Zuidelijke generaal Braxton Bragg Kentucky binnen en dwong Buell helemaal tot aan de Ohio terug te trekken. Buell bevocht Bragg in de onbesliste Slag bij Perryville op 8 oktober 1862, die de Zuidelijke invasie tegenhield en Bragg terugdrong naar Tennessee, maar Buell achtervolgde Bragg niet. Net als George McClellan werd hij diezelfde maand nog vervangen wegens zijn gebrek aan agressie, op 24 oktober door William S. Rosecrans.
Buell verbleef het volgende anderhalf jaar in Indianapolis, als generaal zonder commando, in de hoop dat een nieuw commando hem van blaam zou zuiveren; hij claimde dat hij Bragg niet had achtervolgd door gebreken in zijn bevoorrading. In die tijd kreeg hij nog een commando aangeboden door generaal Grant, maar hij sloeg het af, met als argument dat hij het als degradatie zou ervaren om onder Sherman of Canby te dienen, terwijl hij hoger in rang was dan beiden. Grant noemde dit "het slechtste excuus dat een soldaat kan aanvoeren om dienst te weigeren". Op 23 mei 1864 nam Buell ontslag uit het leger.

## Militaire loopbaan
- Second Lieutenant: 1 juli 1841[2]
- First Lieutenant: 18 juni 1846[2]
- Titulair Captain: 23 september 1846[2]
- Captain: 1851[2]
- Titulair Major: 20 augustus 1847[2]
- Titulair Major 25 februari 1861[2]
- Lieutenant Colonel: 11 mei 1861[2]
- Colonel: 17 juli 1862[3]
- Brigadier General: 
  - Anciënniteit: 17 mei 1861[2]
- Major General: 21 maart 1862 (uitdiensttreding 1 juni 1864)[2]